# Carlos Afara
Carlos Jorge Afara Rojas (San Ignacio Guazú, 28 de abril de 1957) es un político paraguayo que fue intendente de San Ignacio Guazú en el periodo 2015-2020 y gobernador del Departamento de Misiones en 2008. Desde 2022, es miembro del Consejo de Administración de la EBY. Es hermano de Juan Afara, quien fue vicepresidente de Paraguay en el periodo 2013-18 durante el gobierno de Horacio Cartes. Está afiliado al Partido Colorado.

## Carrera política
Afara está afiliado al Partido Colorado. El 19 de enero de 2008, asumió el cargo de gobernador del Departamento de Misiones en reemplazo de Carlos Villalba Rotela, quien renunció para postularse al Parlamento del Mercosur. El acto de su proclamación se hizo con presencia de varias autoridades del Departamento Misiones, magistrados, fiscales, otras autoridades y del obispo diocesano monseñor Mario Melanio Medina. En los primeros días de su mandato, anunció que seguiría promoviendo el desarrollo del departamento cumpliendo los planes de su predecesora.
En 2015, fue electo intendente de San Ignacio Guazú, cargo que asumió el 20 de diciembre de ese año, reemplazando a Adelma Salas de Ruiz. Durante su gestión municipal, llevó adelante proyectos de infraestructura urbana y participó en reuniones con el gobierno nacional para discutir necesidades de la comunidad.  Culminó sus funciones en 2020 y fue sucedido por Cristina Ayala Blanco.
En enero de 2019, Afara anunció su adhesión al movimiento político Colorado Añetete, liderado por el presidente Mario Abdo Benítez, marcando un alejamiento del sector Honor Colorado.

### Otros cargos públicos
En 2020, fue designado como miembro del Consejo de Administración de la Entidad Binacional Yacyretá mediante el decreto 6.654, reemplazando a Marco Vinicio Caballero Giret. Su nombramiento fue recibido con críticas debido a cuestionamientos previos sobre su gestión en la intendencia y su estrecho vínculo familiar con Juan Afara.

## Vida personal
Nació en San Ignacio Guazú el 28 de abril de 1967, en una familia dedicada al comercio siendo hijo de Julio Afara Pavia, en honor a quien se nombró un colegio técnico en su ciudad natal, y hermano del también político Juan Afara, quien fue vicepresidente de Paraguay en el periodo 2013-2018 durante el gobierno de Horacio Cartes. Es de ascendencia siria, siendo sus abuelos inmigrantes provenientes de la ciudad de Salamíe. Contrajo matrimonio con Mirta Vera, una socióloga y docente universitaria y tiene una hija de nombre María Paz.
En noviembre de 2020, Afara informó a través de redes sociales que había sido diagnosticado con covid-19.